# 世界足球 胜利十一人2011
《世界足球 胜利十一人2011》是一款由科乐美公司制作和发行的足球类电子游戏。本游戏于2010年10月首先发行。游戏在PlayStation 3、Wii、PlayStation Portable和Xbox 360等平台发行。
《世界足球 胜利十一人2011》共包括79个国家队。
游戏收到普遍正面和平均评价。GameRankings给予本游戏80%的分数。

## 外部連結
- 官方网站